# ヨハン・ダイゼンホーファー
ヨハン・ダイゼンホーファー（Johann Deisenhofer, 1943年9月30日 – ）は、西ドイツの生化学者。1988年に、光合成に必要なタンパク質複合体の三次元構造を明らかにした功績により、ハルトムート・ミヒェル、ロベルト・フーバーとともにノーベル化学賞を受賞した。

## 経歴
ダイゼンホーファーは1974年に、マックス・プランク生化学研究所で行った研究によりミュンヘン工科大学の博士号を得た。そこで1988年まで研究を続け、ハワード・ヒューズ医学研究所及びテキサス大学サウスウエスタン医学センターのスタッフとなった。
ミヒェル、フーバーとともに、ダイゼンホーファーは3光合成細菌の持つタンパク質複合体の三次元構造を決定した。この膜タンパク質複合体は光化学系IIと呼ばれ、光合成を開始するのに重要な働きを持つことが知られている。1982年から1985年にかけて、3人はX線結晶構造解析の技術を使って、タンパク質複合体を構成する1万以上もの原子の配置を決めた。彼らの研究は光合成に対する理解を深め、植物と細菌の光合成のプロセスの類似性を明らかにした。 1986年生物物理学賞受賞。
ダイゼンホーファーは現在、米国のための科学者と技術者のアドバイザリー委員を務めている。